# Meandrinidae
Meandrinidae J.E. Gray, 1847 è una famiglia di madrepore della sottoclasse degli Esacoralli.
Il nome deriva dal greco maiandros, ovvero meandro, riferendosi agli avvallamenti tortuosi che si trovano tra i coralliti. 
Sono stati ritrovati coralli fossili appartenenti a questa famiglia risalenti al periodo Cretacico.

## Descrizione
La famiglia comprende coralli coloniali ermatipici, le cui aggregazioni assumono un'ampia varietà di forme, massicce o incrostanti, colonnari e faceloidi (con coralliti tubolari uniti alla base), che formano simbiosi mutualistiche con le zooxantelle, microscopiche alghe unicellulari endosimbionti che forniscono loro energia di origine fotosintetica. Sebbene rassomiglino superficialmente ai membri della famiglia Faviidae, i coralliti dei meandrinidi hanno pareti solide, non porose e setti solidi distanziati uniformemente.

## Distribuzione e habitat
La totalità dei generi si trova solo nell'oceano Atlantico, localizzati tra Caraibi, Golfo del Messico e Bermuda.

## Tassonomia
La famiglia comprende 7 specie nei seguenti generi:
- Dendrogyra Ehrenberg, 1834 (1 specie)
- Dichocoenia Milne Edwards & Haime, 1848 (1 sp.)
- Eusmilia Milne Edwards & Haime, 1848 (1 sp.)
- Meandrina Lamarck, 1801 (4 spp.)

### Alcune specie

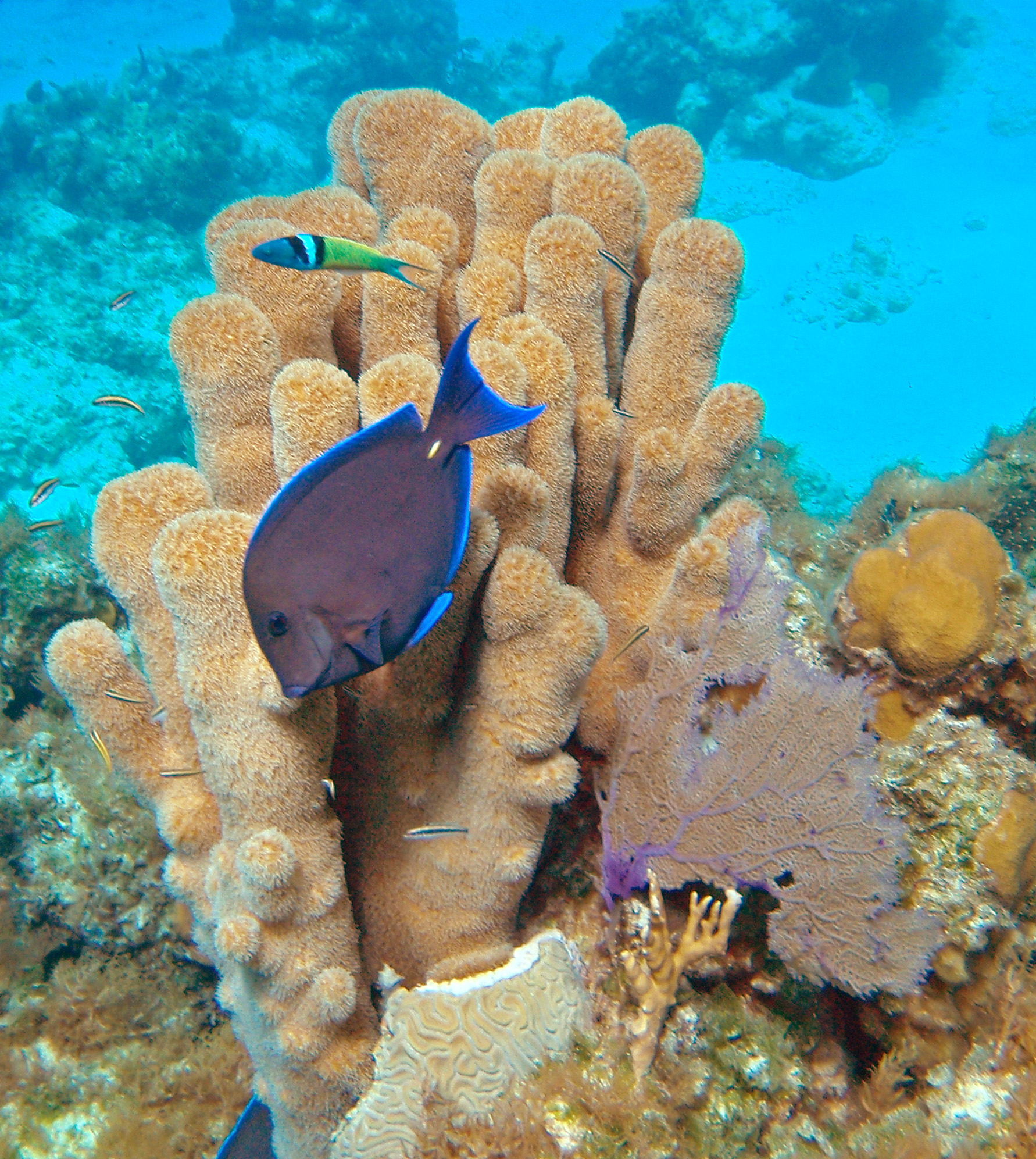
Dendrogyra cylindrus
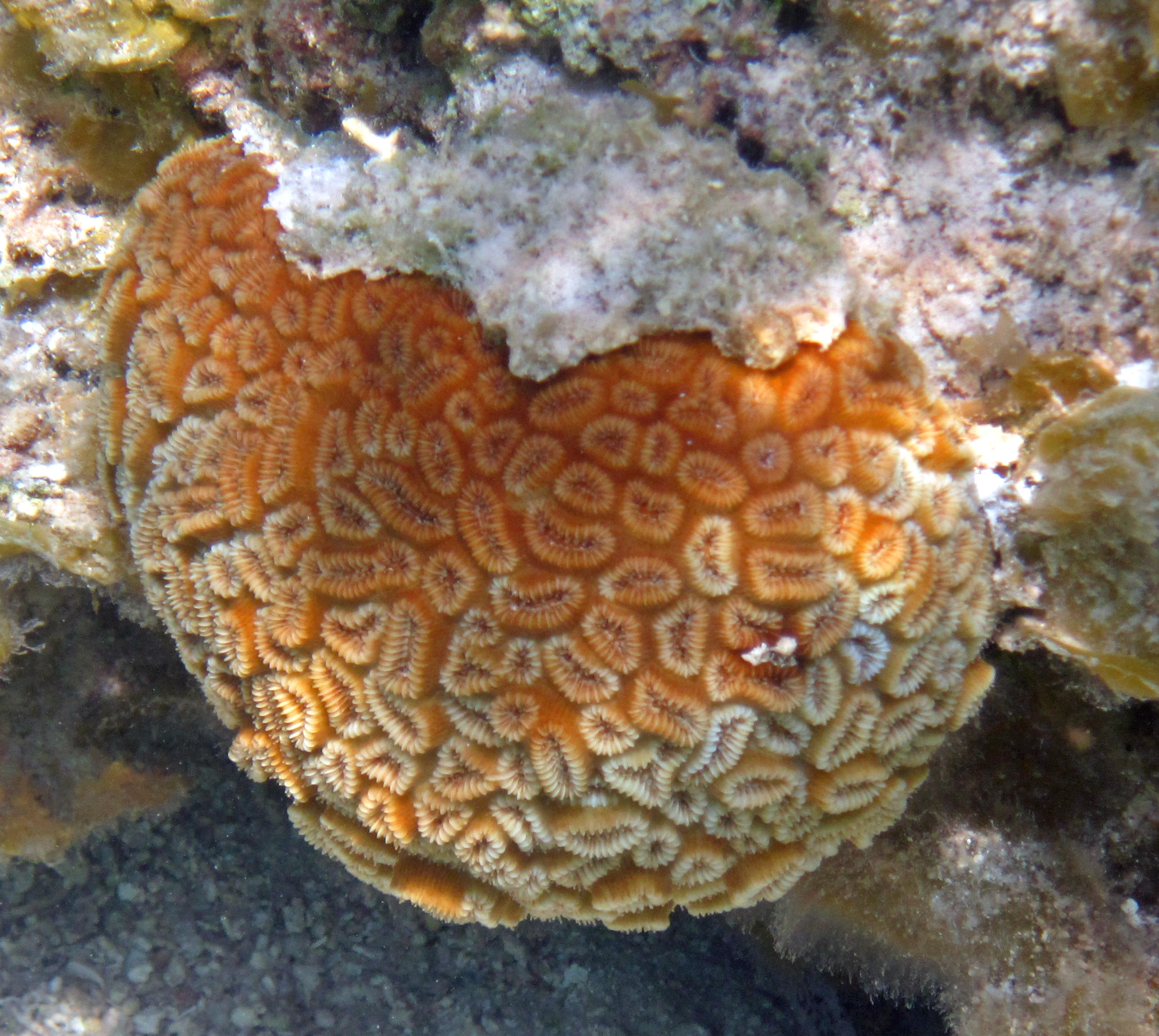
Dichocoenia stokesii
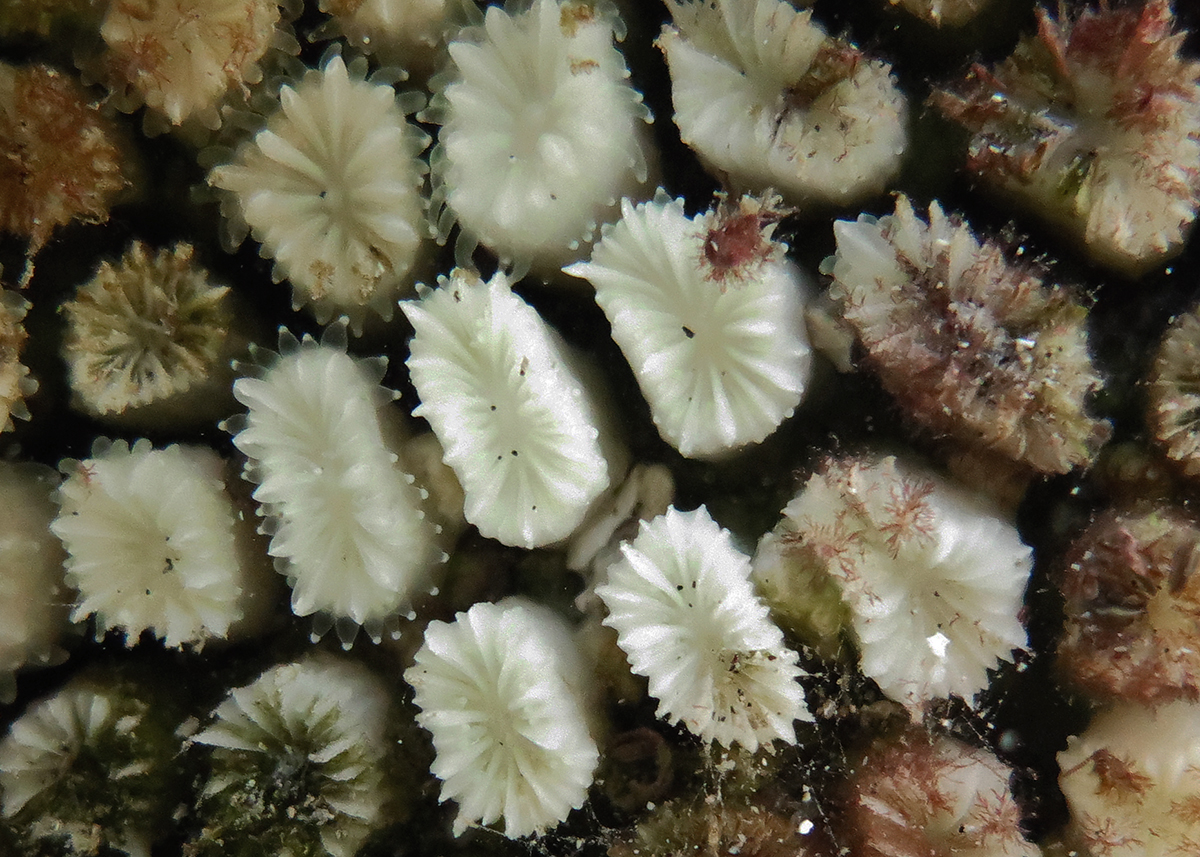
Eusmilia fastigiata
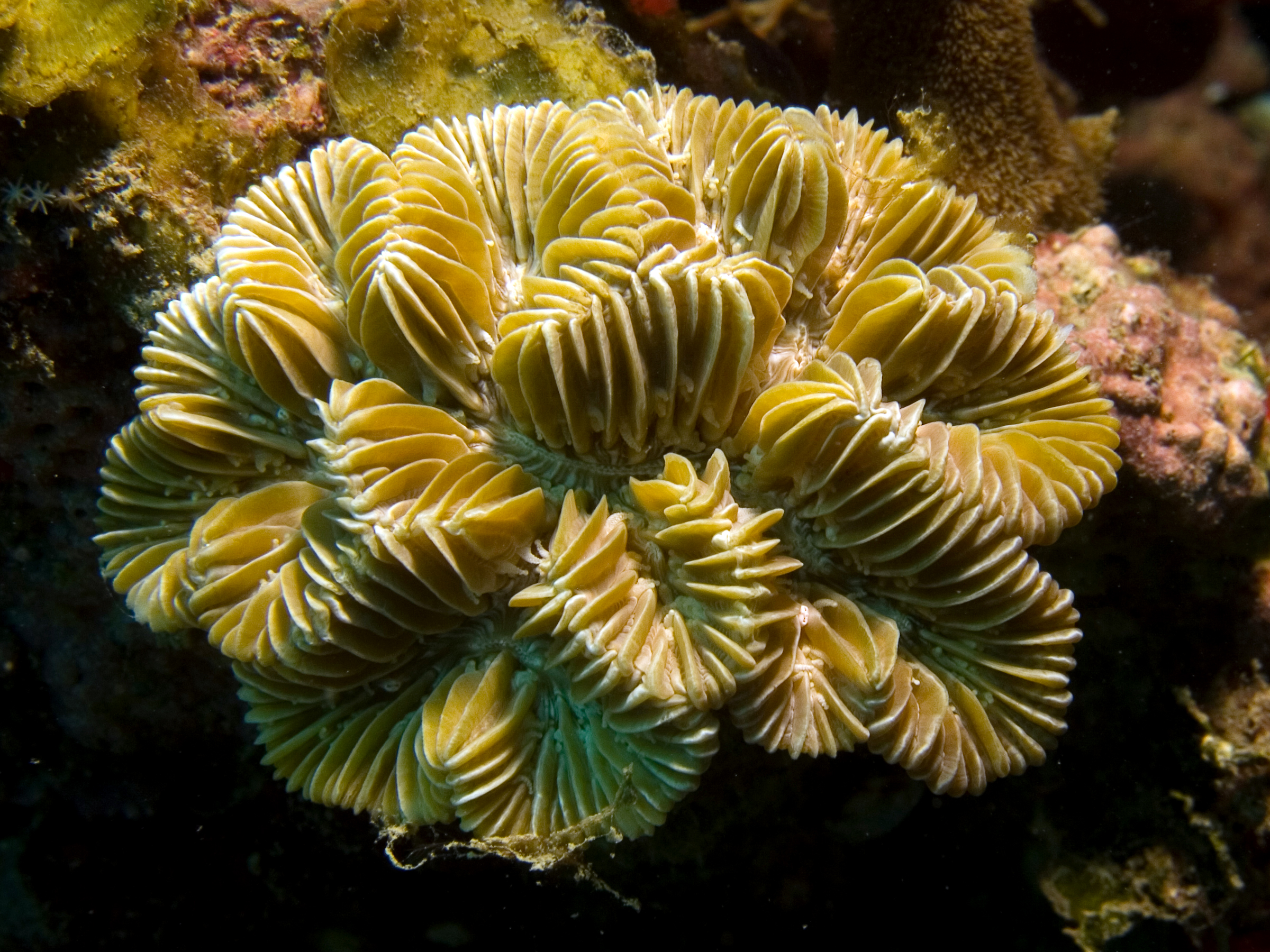
Meandrina meandrites